# Eleições presidenciais iranianas de 2024
Eleições presidenciais antecipadas foram realizadas no Irã em 28 de junho e 5 de julho de 2024, em decorrência da morte do então presidente Ebrahim Raisi em um acidente de helicóptero ocorrido em 19 de maio.
Quatro candidatos disputaram o primeiro turno da eleição: Masoud Pezeshkian obteve 44% dos votos, Saeed Jalili ficou com 40%, Mohammad Bagher Ghalibaf com 14%, e Mostafa Pourmohammadi recebeu menos de 1% dos votos. Pezeshkian foi o único candidato reformista na disputa.Como nenhum candidato obteve maioria absoluta no primeiro turno, um segundo turno foi realizado em 5 de julho entre Jalili e Pezeshkian,sendo este último declarado vencedor com 53,7% dos votos. Em 6 de julho de 2024, o Ministério do Interior anunciou oficialmente a vitória de Pezeshkian, e Jalili reconheceu a derrota logo em seguida.
Com 39,93% de comparecimento, o primeiro turno teve a menor participação já registrada em uma eleição presidencial desde a criação da República Islâmica. A participação melhorou no segundo turno, atingindo 49,68%. Pezeshkian assumiu o cargo após a conclusão do processo de validação da votação. Sua posse foi realizada em 28 de julho.

## Contexto
Em 19 de maio de 2024, depois que o presidente iraniano Ebrahim Raisi inaugurou um complexo hidrelétrico no Reservatório de Giz Galasi perto da fronteira Irã-Azerbaijão, juntamente com o Presidente do Azerbaijão Ilham Aliyev, Raisi partiu do local em um helicóptero. O helicóptero que transportava Raisi e outros sete passageiros e tripulantes caiu aproximadamente às 13:30 IRST (UTC+03:30) perto da aldeia de Uzi no Condado de Varzaqan na província do Azerbaijão Oriental. Mais tarde naquele dia, os destroços do helicóptero foram localizados, com todos a bordo encontrados mortos. Isso levou o Primeiro Vice-Presidente Mohammad Mokhber a se tornar o presidente interino de acordo com o Artigo 131 da Constituição.

## Sistema eleitoral
O presidente do Irã é geralmente eleito a cada quatro anos por um "voto direto do povo", conforme estabelecido pelo Artigo 114 da Constituição Iraniana.
De acordo com a constituição da República Islâmica do Irã, qualquer cidadão iraniano que acredite no Islã xiita, seja leal à Constituição, à ideologia da Tutela do Jurista Islâmico e à República Islâmica pode participar da eleição como candidato presidencial. A Agência de Monitoramento Eleitoral (EMA), gerenciada pelo Conselho dos Guardiões, avalia os candidatos registrados e seleciona alguns para concorrer na eleição.
O Conselho dos Guardiões não anuncia publicamente o motivo da rejeição de candidatos específicos, embora essas razões sejam explicadas privadamente a cada candidato. As mulheres não são constitucionalmente impedidas de concorrer, mas todas as que se registraram como candidatas foram desqualificadas pelo Conselho dos Guardiões. O conselho negou oficialmente ter rejeitado a candidatura de uma mulher por causa de seu gênero.
Os candidatos aprovados pelo Conselho dos Guardiões são submetidos a votação pública. O vencedor é o candidato que recebe a maioria (50% mais um) dos votos. Se nenhum candidato receber votos suficientes, um segundo turno é realizado entre os dois candidatos com mais votos na sexta-feira seguinte. Os iranianos que votam durante a eleição recebem um carimbo que indica isso em suas certidões de nascimento.
De acordo com a constituição, uma vez que o resultado é conhecido, o Líder Supremo deve assinar o decreto do presidente eleito, e se ele se recusar a assinar, o presidente eleito não assumirá a presidência. Até 2024, os Líderes Supremos sempre assinaram o decreto do presidente eleito. Depois disso, o presidente eleito deve recitar e assinar um juramento em uma sessão da Assembleia Consultiva Islâmica, na presença dos membros do Conselho dos Guardiões e do chefe da Suprema Corte.
Para esta eleição, mais de 61 milhões de cidadãos estavam aptos a votar, com cerca de 18 milhões deles entre 18 e 30 anos. Os eleitores eram obrigados a apresentar carteiras de identidade, passaportes ou carteira de identidade iranianas inteligentes O Ministério da Inteligência alertou que os indicados presidenciais estavam sob monitoramento constante.

### Votação no exterior
A votação para iranianos no exterior foi realizada em 344 locais em todo o mundo. Na Austrália, a votação foi cancelada em Brisbane e Sydney devido a protestos da diáspora iraniana. Opositores do governo iraniano, que queriam um boicote à eleição, criticaram a administração Biden por permitir a instalação de postos de votação nos Estados Unidos. Arábia Saudita e Canadá se recusaram a conceder permissão ao Irã para instalar urnas no exterior, embora a decisão tenha sido posteriormente revertida na Arábia Saudita.
Postos de votação para eleitores canadenses foram instalados na fronteira EUA-Canadá.

### Datas
Após o anúncio da morte de Raisi em 20 de maio, as autoridades anunciaram que a votação seria realizada em 28 de junho.

## Candidatos
O registro para concorrer à presidência começou em 30 de maio e terminou em 3 de junho. Um total de 80 pessoas, incluindo quatro mulheres, apresentaram suas candidaturas para presidente. A maioria dos candidatos era considerada como conservadores ou ultraconservadores. A lista final de candidatos foi divulgada pelo Conselho dos Guardiões em 9 de junho. De acordo com o Artigo 99 da Constituição, aqueles rejeitados pelo conselho não podem protestar contra a rejeição.